# Йостейн Флу
Юстейн Флу (норв. Jostein Flo, нар. 3 жовтня 1964, Стрюн, Норвегія) — норвезький футболіст, що грав на позиції нападника. Після завершення ігрової кар'єри — спортивний функціонер.
Виступав за національну збірну Норвегії.

## Клубна кар'єра
У дорослому футболі дебютував 1984 року виступами за команду клубу «Стрюн», у якій провів два сезони.
Своєю грою за цю команду привернув увагу представників тренерського штабу клубу «Молде», до складу якого приєднався 1987 року. Відіграв за команду з Молде наступні три сезони своєї ігрової кар'єри. Більшість часу, проведеного у складі «Молде», був основним гравцем атакувальної ланки команди.
Згодом з 1990 по 1993 рік грав у складі команд клубів «Льєрс» та «Согндал».
1993 року уклав контракт із клубом «Шеффілд Юнайтед», у складі якого провів наступні три роки своєї кар'єри гравця. Граючи у складі «Шеффілд Юнайтед» також здебільшого виходив на поле в основному складі команди.
Завершив професійну ігрову кар'єру у клубі «Стремсгодсет», за команду якого виступав протягом 1996—2002 років.

## Виступи за збірну
1987 року дебютував в офіційних матчах у складі національної збірної Норвегії. Протягом кар'єри у національній команді, яка тривала 14 років, провів у формі головної команди країни 53 матчі, забивши 11 голів.
У складі збірної був учасником чемпіонату світу 1994 року у США, чемпіонату світу 1998 року у Франції.

## Статистика виступів

### Статистика клубних виступів
| Сезон                       | Клуб                        | Чемпіонат                   | Чемпіонат | Чемпіонат | Національний кубок | Національний кубок | Національний кубок | Континентальні кубки | Континентальні кубки | Континентальні кубки | Суперкубки | Суперкубки | Суперкубки | Усього | Усього |
| Сезон                       | Клуб                        | Ліга                        | Ігор      | Голів     | Ліга               | Ігор               | Голів              | Ліга                 | Ігор                 | Голів                | Ліга       | Ігор       | Голів      | Ігор   | Голів  |
| --------------------------- | --------------------------- | --------------------------- | --------- | --------- | ------------------ | ------------------ | ------------------ | -------------------- | -------------------- | -------------------- | ---------- | ---------- | ---------- | ------ | ------ |
| 1984                        | «Стрюн»                     | 4Д                          | ?         | ?         | КН                 | ?                  | ?                  | -                    | -                    | -                    | -          | -          | -          | ?      | ?      |
| 1985                        | «Стрюн»                     | 4Д                          | ?         | ?         | КН                 | ?                  | ?                  | -                    | -                    | -                    | -          | -          | -          | ?      | ?      |
| 1986                        | «Стрюн»                     | 4Д                          | ?         | ?         | КН                 | ?                  | ?                  | -                    | -                    | -                    | -          | -          | -          | ?      | ?      |
| Усього за «Стрюн»           | Усього за «Стрюн»           | Усього за «Стрюн»           | ?         | ?         |                    | ?                  | ?                  |                      | ?                    | ?                    |            | -          | -          | ?      | ?      |
| 1987                        | «Молде»                     | 1Д                          | 19        | 2         | КН                 | ?                  | ?                  | -                    | -                    | -                    | -          | -          | -          | ?      | ?      |
| 1988                        | «Молде»                     | 1Д                          | 22        | 10        | КН                 | ?                  | ?                  | КУЄФА                | ?                    | ?                    | -          | -          | -          | ?      | ?      |
| 1989                        | «Молде»                     | 1Д                          | 21        | 12        | КН                 | ?                  | ?                  | -                    | -                    | -                    | -          | -          | -          | ?      | ?      |
| 1990                        | «Молде»                     | 1Д                          | 10        | 2         | КН                 | ?                  | ?                  | -                    | -                    | -                    | -          | -          | -          | ?      | ?      |
| Усього за «Молде»           | Усього за «Молде»           | Усього за «Молде»           | 72        | 26        |                    | ?                  | ?                  |                      | ?                    | ?                    |            | -          | -          | ?      | ?      |
| 1990–91                     | «Льєрс»                     | Д1                          | 25        | 7         | КБ                 | ?                  | ?                  | -                    | -                    | -                    | -          | -          | -          | ?      | ?      |
| 1991                        | «Согндал»                   | ЕС                          | 10        | 7         | КН                 | ?                  | ?                  | -                    | -                    | -                    | -          | -          | -          | ?      | ?      |
| 1992                        | «Согндал»                   | ЕС                          | 22        | 9         | КН                 | ?                  | ?                  | -                    | -                    | -                    | -          | -          | -          | ?      | ?      |
| 1993                        | «Согндал»                   | 1Д                          | 14        | 12        | КН                 | ?                  | ?                  | -                    | -                    | -                    | -          | -          | -          | ?      | ?      |
| Усього за «Согндал»         | Усього за «Согндал»         | Усього за «Согндал»         | 46        | 28        |                    | ?                  | ?                  |                      | ?                    | ?                    |            | -          | -          | ?      | ?      |
| 1993–94                     | «Шеффілд Юнайтед»           | ПЛ                          | 33        | 9         | КА+КЛ              | ?                  | ?                  | -                    | -                    | -                    | -          | -          | -          | ?      | ?      |
| 1994–95                     | «Шеффілд Юнайтед»           | 1Д                          | 32        | 6         | КА+КЛ              | ?                  | ?                  | -                    | -                    | -                    | -          | -          | -          | ?      | ?      |
| 1995-лют. 1996              | «Шеффілд Юнайтед»           | 1Д                          | 19        | 4         | КА+КЛ              | ?                  | ?                  | -                    | -                    | -                    | -          | -          | -          | ?      | ?      |
| Усього за «Шеффілд Юнайтед» | Усього за «Шеффілд Юнайтед» | Усього за «Шеффілд Юнайтед» | 84        | 19        |                    | ?                  | ?                  |                      | ?                    | ?                    |            | -          | -          | ?      | ?      |
| 1996                        | «Стремсгодсет»              | ЕС                          | 18        | 9         | КН                 | ?                  | ?                  | -                    | -                    | -                    | -          | -          | -          | ?      | ?      |
| 1997                        | «Стремсгодсет»              | ЕС                          | 21        | 14        | КН                 | ?                  | ?                  | -                    | -                    | -                    | -          | -          | -          | ?      | ?      |
| 1998                        | «Стремсгодсет»              | ЕС                          | 19        | 19        | КН                 | ?                  | ?                  | -                    | -                    | -                    | -          | -          | -          | ?      | ?      |
| 1999                        | «Стремсгодсет»              | ЕС                          | 25        | 18        | КН                 | ?                  | ?                  | -                    | -                    | -                    | -          | -          | -          | ?      | ?      |
| 2000                        | «Стремсгодсет»              | 1Д                          | 26        | 25        | КН                 | ?                  | ?                  | -                    | -                    | -                    | -          | -          | -          | ?      | ?      |
| 2001                        | «Стремсгодсет»              | ЕС                          | 26        | 14        | КН                 | ?                  | ?                  | -                    | -                    | -                    | -          | -          | -          | ?      | ?      |
| 2002                        | «Стремсгодсет»              | 1Д                          | 26        | 11        | КН                 | ?                  | ?                  | -                    | -                    | -                    | -          | -          | -          | ?      | ?      |
| Усього за «Стремсгодсет»    | Усього за «Стремсгодсет»    | Усього за «Стремсгодсет»    | 161       | 110       |                    | ?                  | ?                  |                      | ?                    | ?                    |            | -          | -          | ?      | ?      |
| Усього                      | Усього                      | Усього                      | ?         | ?         |                    | ?                  | ?                  |                      | ?                    | ?                    |            | -          | -          | ?      | ?      |

### Статистика виступів за збірну
| Дата       | Місто              | Господарі         | Результат | Гості      | Турнір             | Голи | Примітки |
| ---------- | ------------------ | ----------------- | --------- | ---------- | ------------------ | ---- | -------- |
| 06/05/1987 | Мосс               | Норвегія          | 1 – 1     | Туреччина  |                    | 1    |          |
| 26/05/1987 | Тронгейм           | Норвегія          | 0 – 0     | Болгарія   |                    | -    |          |
| 03/06/1992 | Осло               | Норвегія          | 0 – 0     | Шотландія  | товариський матч   | -    |          |
| 09/09/1992 | Осло               | Норвегія          | 10 – 0    | Сан-Марино | Відбір до ЧС 1994  | -    |          |
| 23/09/1992 | Осло               | Норвегія          | 2 – 1     | Нідерланди | Відбір до ЧС 1994  | -    |          |
| 07/10/1992 | Серравалле         | Сан-Марино        | 0 – 2     | Норвегія   | Відбір до ЧС 1994  | 1    |          |
| 14/10/1992 | Лондон             | Англія            | 1 – 1     | Норвегія   | Відбір до ЧС 1994  | -    |          |
| 02/12/1992 | Гуанчжоу           | КНР               | 2 – 1     | Норвегія   | товариський матч   | 1    |          |
| 10/02/1993 | Фару               | Португалія        | 1 – 1     | Норвегія   | товариський матч   | -    |          |
| 30/03/1993 | Доха               | Катар             | 1 – 6     | Норвегія   | товариський матч   | 1    |          |
| 28/04/1993 | Осло               | Норвегія          | 3 – 1     | Туреччина  | Відбір до ЧС 1994  | -    |          |
| 02/06/1993 | Осло               | Норвегія          | 2 – 0     | Англія     | Відбір до ЧС 1994  | -    |          |
| 09/06/1993 | Роттердам          | Нідерланди        | 0 – 0     | Норвегія   | Відбір до ЧС 1994  | -    |          |
| 11/08/1993 | Тофтір             | Фарерські острови | 0 – 7     | Норвегія   | товариський матч   | -    |          |
| 08/09/1993 | Осло               | Норвегія          | 1 – 0     | США        | товариський матч   | -    |          |
| 22/09/1993 | Осло               | Норвегія          | 1 – 0     | Польща     | Відбір до ЧС 1994  | 1    |          |
| 13/10/1993 | Познань            | Польща            | 0 – 3     | Норвегія   | Відбір до ЧС 1994  | 1    |          |
| 15/01/1994 | Фінікс             | США               | 2 – 1     | Норвегія   | товариський матч   | -    |          |
| 09/03/1994 | Кардіфф            | Уельс             | 1 – 3     | Норвегія   | товариський матч   | 1    |          |
| 20/04/1994 | Осло               | Норвегія          | 0 – 0     | Португалія | товариський матч   | -    |          |
| 22/05/1994 | Лондон             | Англія            | 0 – 0     | Норвегія   | товариський матч   | -    |          |
| 01/06/1994 | Осло               | Норвегія          | 2 – 1     | Данія      | товариський матч   | -    |          |
| 05/06/1994 | Стокгольм          | Швеція            | 2 – 0     | Норвегія   | товариський матч   | -    |          |
| 19/06/1994 | Вашингтон          | Норвегія          | 1 – 0     | Мексика    | ЧС 1994 - 1-й етап | -    |          |
| 23/06/1994 | Нью-Йорк           | Норвегія          | 0 – 1     | Італія     | ЧС 1994 - 1-й етап | -    |          |
| 28/06/1994 | Нью-Йорк           | Норвегія          | 0 – 0     | Ірландія   | ЧС 1994 - 1-й етап | -    |          |
| 07/09/1994 | Осло               | Норвегія          | 1 – 0     | Білорусь   | Відбір до ЧЄ 1996  | -    |          |
| 12/10/1994 | Осло               | Норвегія          | 1 – 1     | Нідерланди | Відбір до ЧЄ 1996  | -    |          |
| 14/12/1994 | Валлетта           | Мальта            | 0 – 1     | Норвегія   | Відбір до ЧЄ 1996  | -    |          |
| 06/02/1995 | Ларнака            | Норвегія          | 7 – 0     | Естонія    | товариський матч   | -    |          |
| 08/02/1995 | Нікосія            | Кіпр              | 0 – 2     | Норвегія   | товариський матч   | 1    |          |
| 29/03/1995 | Люксембург (місто) | Люксембург        | 0 – 2     | Норвегія   | Відбір до ЧЄ 1996  | -    |          |
| 25/05/1995 | Осло               | Норвегія          | 3 – 2     | Гана       | товариський матч   | -    |          |
| 07/06/1995 | Осло               | Норвегія          | 2 – 0     | Мальта     | Відбір до ЧЄ 1996  | 1    |          |
| 22/07/1995 | Осло               | Норвегія          | 0 – 0     | Франція    | товариський матч   | -    |          |
| 16/08/1995 | Осло               | Норвегія          | 1 – 1     | Чехія      | Відбір до ЧЄ 1996  | -    |          |
| 06/09/1995 | Прага              | Чехія             | 0 – 2     | Норвегія   | Відбір до ЧЄ 1996  | -    |          |
| 30/04/1997 | Осло               | Норвегія          | 1 – 1     | Фінляндія  | Відбір до ЧС 1998  | -    |          |
| 30/05/1997 | Осло               | Норвегія          | 4 – 2     | Бразилія   | товариський матч   | -    |          |
| 08/06/1997 | Будапешт           | Угорщина          | 1 – 1     | Норвегія   | Відбір до ЧС 1998  | -    |          |
| 20/07/1997 | Рейк'явік          | Ісландія          | 0 – 1     | Норвегія   | товариський матч   | 1    |          |
| 20/08/1997 | Гельсінкі          | Фінляндія         | 0 – 4     | Норвегія   | Відбір до ЧС 1998  | 1    |          |
| 06/09/1997 | Баку               | Азербайджан       | 0 – 1     | Норвегія   | Відбір до ЧС 1998  | -    |          |
| 10/09/1997 | Осло               | Норвегія          | 5 – 0     | Швейцарія  | Відбір до ЧС 1998  | -    |          |
| 23/06/1998 | Марсель            | Норвегія          | 2 – 1     | Бразилія   | ЧС 1998 - 1-й етап | -    |          |
| 19/08/1998 | Осло               | Норвегія          | 0 – 0     | Румунія    | товариський матч   | -    |          |
| 06/09/1998 | Осло               | Норвегія          | 1 – 3     | Латвія     | Відбір до ЧЄ 2000  | -    |          |
| 10/10/1998 | Любляна            | Словенія          | 1 – 2     | Норвегія   | Відбір до ЧЄ 2000  | -    |          |
| 14/10/1998 | Осло               | Норвегія          | 2 – 2     | Албанія    | Відбір до ЧЄ 2000  | -    |          |
| 20/01/1999 | Тель-Авів-Яфо      | Ізраїль           | 0 – 1     | Норвегія   | товариський матч   | -    |          |
| 20/01/1999 | Умм-аль-Фахм       | Естонія           | 3 – 3     | Норвегія   | товариський матч   | -    |          |
| 31/01/2000 | Ла-Манга           | Ісландія          | 0 – 0     | Норвегія   | товариський матч   | -    |          |
| 04/02/2000 | Ла-Манга           | Швеція            | 1 – 1     | Норвегія   | товариський матч   | -    |          |
| Усього     |                    | Матчів            | 53        |            | Голів              | 11   |          |